# Giovanni Verucchi
Giovanni Verucchi, né le 6 avril 1936 à Montese (Émilie-Romagne), est un coureur cycliste italien, professionnel de 1959 à 1961.

## Palmarès
- 1957
  - 2e de Modène-Pavullo
  - 2e de la Coppa Appennino
- 1958
  - 2e du Trofeo Cervellati
- 1959
  - 2e des Trois vallées varésines

## Résultats sur les grands tours

### Tour d'Italie
2 participations
- 1959 : abandon
- 1961 : 68e

### Tour d'Espagne
1 participation
- 1961 : abandon (9e étape)